# Дастджерде (Аштіан)
Дастджерде (перс. دستجرده) — село в Ірані, у дегестані Сіявашан, у Центральному бахші, шахрестані Аштіан остану Марказі. За даними перепису 2006 року, його населення становило 271 особу, що проживали у складі 100 сімей.

## Клімат
Середня річна температура становить 13,28 °C, середня максимальна – 32,80 °C, а середня мінімальна – -9,68 °C. Середня річна кількість опадів – 245 мм.
| Клімат поселення                              | Клімат поселення | Клімат поселення | Клімат поселення | Клімат поселення | Клімат поселення | Клімат поселення | Клімат поселення | Клімат поселення | Клімат поселення | Клімат поселення | Клімат поселення | Клімат поселення | Клімат поселення |
| Показник                                      | Січ.             | Лют.             | Бер.             | Квіт.            | Трав.            | Черв.            | Лип.             | Серп.            | Вер.             | Жовт.            | Лист.            | Груд.            |                  |
| Середній максимум, °C                         | 8,63             | 11,06            | 16,39            | 21,85            | 26,36            | 31,54            | 32,80            | 31,21            | 27,58            | 21,99            | 15,72            | 9,35             |                  |
| Середня температура, °C                       | −0,52            | 1,91             | 7,22             | 12,70            | 17,22            | 22,40            | 26,11            | 24,51            | 20,89            | 15,31            | 9,02             | 2,67             |                  |
| Середній мінімум, °C                          | −9,68            | −7,24            | −1,92            | 3,54             | 8,06             | 13,22            | 19,41            | 17,81            | 14,19            | 8,60             | 2,35             | −4,02            |                  |
| Норма опадів, мм                              | 35               | 35               | 46               | 31               | 25               | 3                | 1                | 1                | 0                | 10               | 23               | 35               |                  |
| Середньомісячна швидкість вітру, м/с          | 1.84             | 2.00             | 3.04             | 2.81             | 2.61             | 2.50             | 2.64             | 2.38             | 2.14             | 2.10             | 1.89             | 1.43             |                  |
| Середньомісячна сонячна радіація, кДж/м²·день | 9193             | 12556            | 14936            | 18477            | 22422            | 26803            | 26012            | 24101            | 21025            | 15567            | 11041            | 9011             |                  |
| --------------------------------------------- | ---------------- | ---------------- | ---------------- | ---------------- | ---------------- | ---------------- | ---------------- | ---------------- | ---------------- | ---------------- | ---------------- | ---------------- | ---------------- |
| Джерело:                                      |                  |                  |                  |                  |                  |                  |                  |                  |                  |                  |                  |                  |                  |